# Wybory parlamentarne w Japonii w 2000 roku
Wybory parlamentarne w Japonii w 2000 roku zostały przeprowadzone 25 czerwca 2000 roku.Wybory wygrała Partia Liberalno-Demokratyczna zdobywając  16,714,043  (28.7%) głosów wynik ten dał  239 mandatów. Wynik ten dał Partii Liberalno-Demokratycznej 183 mandatów w okręgach jednomandatowych i 56 w okręgach proporcjonalnych. Drugie miejsce z wynikiem 25,5% głosów zdobyła Partia Demokratyczna.

## Wyniki
| Partia                         | Liczba głosów | Wynik % | Okręgi jednomandatowe | Proporcjopnalnie | Liczba mandatów |
| ------------------------------ | ------------- | ------- | --------------------- | ---------------- | --------------- |
| Partia Liberalno-Demokratyczna | 16,714,043    | 28,7%   | 183                   | 56               | 239             |
| Partia Demokratyczna           | 14,834,091    | 25,5%   | 82                    | 47               | 129             |
| Komeito                        | 7,637,456     | 13,1%   | 5                     | 24               | 29              |
| Japońska Partia Komunistyczna  | 6,601,348     | 11,3%   | -                     | 20               | 20              |
| Partia Liberalna               | 5,781,733     | 9,9%    | 1                     | 18               | 19              |
| Partia Socjaldemokratyczna     | 5,491,698     | 9,4%    | 4                     | 15               | 19              |
| Niezrzeszeni                   | 1,125,988     | 1,9%    | 25                    | -                | 25              |